# Mariana Fleitas
Mariana Fleitas Rieira, bedre kendt som Mariana Fleitas (født 6. marts 1981) er en håndboldspiller fra Uruguay son spiller på Uruguays håndboldlandshold.
Hun deltog i VM 2003 i Kroatien, VM 2005 i Rusland og VM 2011 i Brasilien.